# 639 (numero)
Seicentotrentanove è il numero naturale dopo il 638 e prima del 640.

## Proprietà matematiche
- È un numero dispari.
- È un numero composto, con i seguenti 6 divisori: 1, 3, 9, 71, 213, 639. Poiché la somma dei suoi divisori (escluso il numero stesso) è 297 < 639, è un numero difettivo.
- È la somma dei primi 20 numeri primi.
- È un numero palindromo e un numero ondulante nel sistema posizionale a base 22 (171).
- È un numero fortunato.
- È un numero congruente.
- È un numero malvagio.
- È parte delle terne pitagoriche(639, 852, 1065), (639, 2480, 2561), (639, 2840, 2911), (639, 7548, 7575), (639, 22680, 22689), (639, 68052, 68055), (639, 204160, 204161).

## Astronomia
- 639 Latona è un asteroide della fascia principale del sistema solare.
- NGC 639 è una galassia spirale della costellazione dello Scultore.

## Astronautica
- Cosmos 639 è un satellite artificiale russo.